# Gymnoscelis taprobanica
Gymnoscelis taprobanica là một loài bướm đêm trong họ Geometridae.